# Carsten Seifert

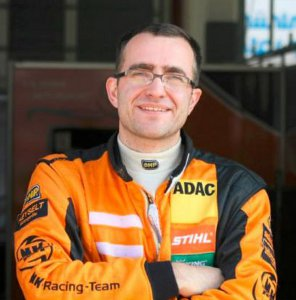
Carsten Seifert 2011

Carsten Seifert (* 17. Februar 1981 in Dresden) ist ein Automobilrennfahrer aus Deutschland (Sachsen). Im Jahre 2011 nahm er an der GT Masters in einem Lamborghini Gallardo GT3 teil. Er hat zwei Europameistertitel in der FIA ETCC, Klasse Super-1600 (2009 und 2010). Davor ist er Ford Fiesta ST Cup (2003 bis 2007), New Beetle Cup im ADAC VW Junior Team (2002) und ADAC VW Lupo Cup (2001) gefahren und konnte in zwei dieser Meisterschaften auch den Titel erringen. Seine Karriere startete er 1993 im Kartsport. Sein größter Erfolg im Kartsport war der Gewinn der Ostdeutschen Kartmeisterschaft 1998.

## Karriere
1993: ADMV Kart Slalom Vizemeister

1995: Kart Club Sachsen Meister IcA Junioren

1998: Ostdeutscher Kartmeister FC „Limitation“ 125 cm³

1999: Kart Europameisterschaft ICC 125 cm³

2001: 1. Platz ADAC VW Lupo Cup, Sportler des Jahres ADAC Sachsen

2002: New Beetle Cup im ADAC VW Junior Team, 25h Rennen Fun Cup Spa Francorchamps

2003: 4. Platz Ford Fiesta ST Cup

2004: 1. Platz Ford Fiesta ST Cup, Klassensieg 24-Stunden-Rennen auf dem Nürburgring, Sportler des Jahres ADAC Sachsen

2005: 3. Platz Ford Fiesta ST Cup

2006: 1. Platz Ford Fiesta ST Cup, Sportler des Jahres ADAC Sachsen

2007: 2. Platz Ford Fiesta ST Cup, 3. Platz 24h Kartrennen von Leipzig Team ASL

2008: 2. Platz FIA ETCC (Europa Cup), Klasse Super-1600

2009: 1. Platz FIA ETCC (Europa Cup), Klasse Super-1600

2010: 1. Platz FIA ETCC (Europa Cup), Klasse Super-1600

2011: ADAC GT Masters

2012: 4. Platz KTM X-Bow Battle, Gaststart ADAC GT Masters am Lausitzring